# Dorsale Incisor
Il dorsale Incisor (in inglese, letteralmente, "dorsale Incisivo") è una catena montuosa che si estende in direzione nord-ovest/sud-est per circa 14 km, situata nella regione nord-occidentale della Dipendenza di Ross, in Antartide. In particolare questa formazione, che si eleva fino a 1841 m s.l.m., si trova nell'entroterra della costa di Oates, nella parte sud occidentale del massiccio Molar, a sua volta facente parte dei monti Bowers, ed è delimitata, a ovest, dal ghiacciaio Sledgers e, a est, dal ghiacciaio Evison.

## Storia
La cresta Incisor fu fotografata durante ricognizioni aeree svolte dalla marina militare statunitense nel 1960-64, e quindi mappata da membri dello United States Geological Survey. Tale nome fu invece attribuito alla formazione nel 1983 da parte del comitato neozelandese per i toponimi antartici, che, su suggerimento del geologo M. G. Laird, la battezzò così in associazione con il nome del massiccio Molar.